# 泉州海外交通史博物馆
泉州海外交通史博物馆简称泉州海交馆，是福建省泉州市一座博物馆，位于丰泽区东湖街425号，2008年被列入国家一级博物馆。泉州海外交通史博物馆的展览主题为古代海外交通和海上丝绸之路。博物馆创办于1959年，新馆址落成于1991年2月。至2014年5月，泉州海外交通史博物馆陈列面积为11000平方米。

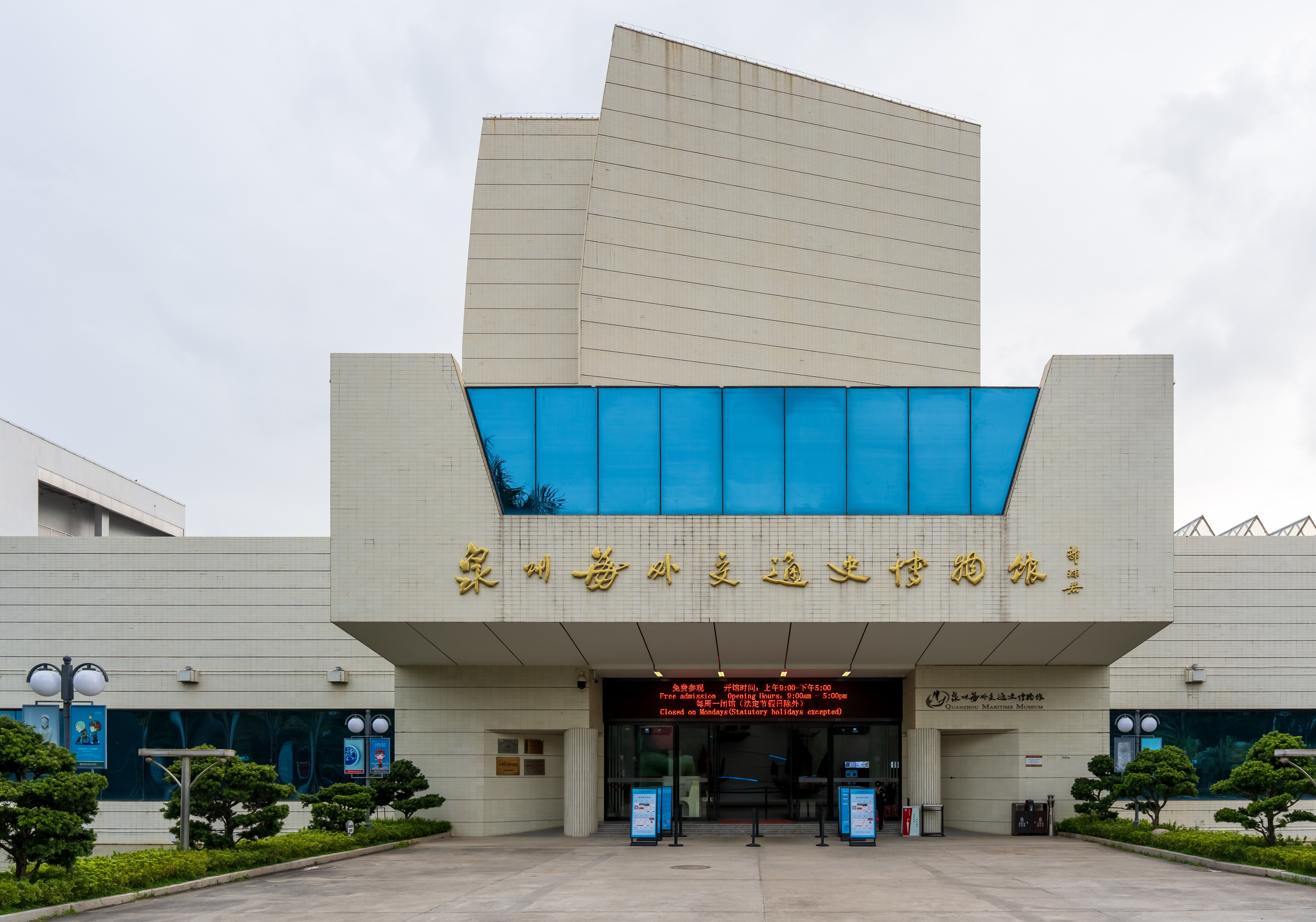
入口

## 陈列

### 常设陈列
- 泉州湾古船陈列馆
- 泉州与古代海外交通史陈列馆
- 泉州宗教石刻馆[3]
- 中国舟船世界
- 阿拉伯-波斯人在泉州陈列馆